# Warhammer 40.000: Dawn of War
Warhammer 40.000: Dawn of War (manchmal auch nur Dawn of War genannt) ist ein im Warhammer-40.000-Universum angesiedeltes Echtzeit-Strategiespiel von Relic Entertainment, das im September 2004 von THQ für Windows veröffentlicht wurde.

## Handlung
Das Imperium der Menschen erstreckt sich über große Teile der Galaxis, wird jedoch von vielen Feinden bedroht und angegriffen. Rückgrat des Imperiums ist die Imperiale Armee, welche von Kriegerorden, den Space Marines, in ihrem ewigen Kampf unterstützt wird. Im Spiel vertreten sind als Feinde des Imperiums die Chaos Space Marines, die Orks und die Eldar. In den Erweiterungen kommen noch die Dark Eldar, die Tau, die Necrons und die Adeptus Sororitas hinzu. Das Grundspiel erzählt die Geschichte von einem Überfall der Orks auf einen imperialen Planeten. Der Spieler wird als Kommandant der Blood Ravens, einem Orden der Space Marines, auf diesen Planeten geschickt, um die Kontrolle wiederzuerlangen und die überforderte Imperiale Armee zu unterstützen. Jedoch mischen sich im Laufe des Spiels noch andere Kriegsparteien in das Geschehen ein.

## Spielprinzip
Der Spieler sieht das 3D-Spielgeschehen aus einer dreh- und zoombaren, isometrischen Perspektive. Die Steuerung erfolgt per Maus und Tastatur. Es können bei jeder Fraktion eigene Farbkombinationen gewählt werden (oder auch im „Armee Designer“ eigene Farbschemata erstellt werden), um deren Erscheinungsbild anzupassen. Ein typisches Primärziel des Spiels ist, wie bei Echtzeit-Strategiespielen üblich, den Sieg über einen oder mehrere Gegner durch überlegene Strategie und Taktik zu erlangen. Der Spieler baut mit seiner Fraktion eine Basis auf, in welcher dann fraktionsabhängige Infanterie und Fahrzeugeinheiten gebaut und Verbesserungen erforscht werden.
Es werden zwei Ressourcen verwendet: Anforderungspunkte und Energiepunkte. Erstere werden an Kontrollpunkten gewonnen, welche zuvor eingenommen werden müssen. Energie wird durch Generatoren erzeugt. Es gibt Infanterie- und Fahrzeuglimits, welche erweitert werden können, bis sie jeweils den Wert 20 erreichen. Bei manchen Fraktionen werden diese Limits durch Gebäude, bei den meisten aber durch Forschung erhöht.
Die nachfolgende Tabelle listet die Völker auf, die in Dawn of War enthalten sind und geht zusätzlich auf den Verbleib der Völker im Nachfolger Dawn of War II ein.
| Volk                 | Dawn of War | Winter Assault | Dark Crusade | Soulstorm | Dawn of War II | Chaos Rising | Retribution |
| -------------------- | ----------- | -------------- | ------------ | --------- | -------------- | ------------ | ----------- |
| Adeptus Sororitas    |             |                |              | ✔         |                |              |             |
| Chaos Space Marines  | ✔           | ✔              | ✔            | ✔         |                | ✔            | ✔           |
| Dark Eldar           |             |                |              | ✔         |                |              |             |
| Eldar                | ✔           | ✔              | ✔            | ✔         | ✔              | ✔            | ✔           |
| Imperiale Armee      |             | ✔              | ✔            | ✔         |                |              | ✔           |
| Necrons              |             |                | ✔            | ✔         |                |              |             |
| Orks                 | ✔           | ✔              | ✔            | ✔         | ✔              | ✔            | ✔           |
| Space Marines        | ✔           | ✔              | ✔            | ✔         | ✔              | ✔            | ✔           |
| Sternenreich der Tau |             |                | ✔            | ✔         |                |              |             |
| Tyraniden            |             |                |              |           | ✔              | ✔            | ✔           |

Zusätzlich wurden von Spielern mehrere Modifikationen entwickelt, die Dawn of War um einige Völker wie etwa die Dämonenjäger oder die Tyraniden erweitern.

## Rezeption
Durch die Ansiedlung des Spiels im bekannten Warhammer-40.000-Universum erreichte es schnell einen hohen Bekanntheitsgrad und wurde daher von der Fachpresse ausführlich behandelt. Dawn of War erhielt meist positive Kritiken (Metacritic: 86 %). Negative Kritikpunkte waren schlechte Wegfindung besonders der größeren Einheiten sowie nicht mehr zeitgemäße KI. Trotz dieser Fehler, welche zudem der Atmosphäre und Spielmechanik keinerlei Abbruch tun, wurde das Spiel zwischenzeitlich eine Disziplin der WCG.

„Wow, selten hat es auf dem Bildschirm beim Basis-Plätten so gewaltig gekracht! Zwar definiert Dawn of War das Genre nicht neu, präsentiert aber laufend actiongeladene Massenschlachten und geizt nicht mit aufwändigen Effekten.“

„Wuchtige Gemetzel, rasante Eroberungen, tolles Artdesign - nur etwas mehr taktische Tiefe und glaubwürdige Physik fehlen.“

“Warhammer 40,000: Dawn of War is the first game in a long, long time that has even come close to doing the franchise justice. The fact that it hits the nail on the head isn't necessarily surprising; it's just been such a long wait that it's almost emotional. Everything from the drab and blasted landscapes to the perfectly realized models and varied animations make a perfect host for this ultra-violent future to inhabit.”

„Warhammer 40.000: Dawn of War ist das erste Spiel seit langer, langer Zeit, das dem Franchise endlich einmal gerecht wird. Die Tatsache, dass es den Nagel auf den Kopf trifft ist nicht unbedingt verwunderlich; die Wartezeit war nur so lang, dass es fast schon rührend ist. Alles von den trostlosen und öden Landschaften bis zu den perfekt realisierten Modellen und abwechslungsreichen Animationen macht es zum perfekten Werk, um sich in diese ultra-gewalttätige Zukunft hineinziehen zu lassen.“

## Erweiterungen und Sammlungen

### Dawn of War: Winter Assault
Die im September 2005 erschienene Erweiterung Dawn of War: Winter Assault enthält zwei zusätzliche Kampagnen und macht die Imperiale Armee zu einer spielbaren Fraktion. In diesen zwei Kampagnen werden alle Fraktionen abwechselnd gespielt und das Geschehen so aus verschiedenen Perspektiven erfahren. Ausgeschlossen davon sind die Space Marines, sie kommen zwar vor, sind jedoch nicht spielbar. Im Vergleich jedoch zu den später folgenden Erweiterungen und Spielsystemen von Dawn of War, ist in dieser Version die Imperiale Armee noch am uneingeschränktesten und bietet vermutlich für Anhänger der Imperialen Armee den größten Spielspaß. In den fortführenden Versionen, wie Dark Crusade oder Soulstorm wurden Einheitenlimits für die meisten Einheiten so gesetzt, dass im Grunde die individuelle Auslegung und Gewichtsgebung einer Armee nicht oder kaum noch möglich ist.

### Gold Edition
Die Gold Edition enthält das Hauptspiel Dawn of War und die erste Erweiterung Winter Assault, wobei Winter Assault eine „exklusive „Dark Millennium“-Sammelkarte von Sabertooth Games“ enthält.

### Dawn of War: Dark Crusade
Die seit dem 27. Oktober 2006 erhältliche zweite Erweiterung Dawn of War: Dark Crusade beinhaltet zwei neue spielbare Völker: Die Tau und die Necrons. Erstmals ist es möglich, mit jedem der nun insgesamt sieben Völker eine Einzelspieler-Kampagne zu bestreiten. Neu ist auch, dass es keinen vorgegebenen Kampagnenverlauf gibt. Die Kampagne, die die Eroberung des umkämpften Planeten Kronus zum Thema hat, spielt auf einer großen Strategiekarte, in die eine Vielzahl von Provinzen eingezeichnet sind. Jedes Volk besitzt auf der Karte eine Hauptprovinz (auch „Festung“ genannt), die die Basis darstellt. Das Ziel aller Fraktionen ist, die anderen Fraktionen von dem Planeten zu vertreiben. Dies geschieht durch die Einnahme der gegnerischen Hauptprovinzen. Zusätzlich gibt es auf der Karte sechs besondere Provinzen, die dem Besatzer einen bestimmten Bonus wie erhöhte Limits oder erhöhte Startressourcen bringen. Die Eroberung dieser Provinzen erfolgt ebenfalls auf besondere Weise, da jeweils bestimmte Ziele erfüllt werden müssen, die über das sonst übliche Zerstören der gegnerischen Gebäude hinausreichen.
Diese Erweiterung enthält, wie auch Winter Assault, neue Einheiten für die bereits existierenden Völker. So erhalten die Space Marines Zugriff auf die elitären Nahkämpfer eines geheimen Kriegerordens, die „Grey Knights“. Die Orks erhalten „Posaz“, schwer gerüstete Krieger mit enormer Feuerkraft. Die Eldar können jetzt „Harlequine des lachenden Gottes“ einsetzen, extrem wendige Nahkämpfer. Die Chaos Space Marines erhalten den „Dämonenprinzen“, eine Verbesserung des Kommandanten, die ihn zu einer riesigen, fast unaufhaltsamen Bestie macht. Zuletzt erhält die Imperiale Armee „schwere Waffenteams“, spezielle Soldaten, die ein schweres Geschütz mit sich tragen und in der Lage sind, befestigte MG-Stellungen aufzubauen.
Die Systemanforderungen dieser Erweiterung liegen leicht über denen des Hauptprogramms. Das liegt zum einen an einer Verbesserung der Engine und zum anderen daran, dass die Szenarien teilweise umfangreicher sind.
Eine Besonderheit dieser Erweiterung ist, dass die Erweiterung unabhängig vom Hauptprogramm spielbar ist. Allerdings ermöglicht sie Onlinespiele ausschließlich mit den beiden neuen Völkern. Um die anderen fünf Völker im Mehrspielermodus spielen zu können, muss man die Produktcodes der beiden anderen Spiele eingeben.

### Dawn of War: Anthology
Anthology erschien gleichzeitig mit Dark Crusade. Es ist eine Kollektion und enthält das Hauptprogramm Warhammer 40.000: Dawn of War in der „Game of the Year Edition“, sowie die beiden Erweiterung Winter Assault und Dark Crusade.

### Dawn of War: Soulstorm
Seit dem 7. März 2008 ist die Erweiterung mit dem Namen Soulstorm erhältlich. Es erweitert das Spiel um zwei neue Völker: Die Dark Eldar und die Adeptus Sororitas. Außerdem werden erstmals Flugeinheiten im Spiel verwendet. Jede der älteren sieben Fraktionen erhält darüber hinaus eine neue Einheit: Meist handelt es sich um eine Flugeinheit, lediglich die Necrons erhalten eine neue Bodeneinheit. Die Erweiterung beinhaltet ebenfalls eine neue Kampagne, die von der Eroberung eines Sonnensystems handelt. Das Spielprinzip dieser Kampagne bleibt aber weitgehend das alte: Die neun Fraktionen besitzen alle jeweils eine Basis auf einem der Planeten, von der aus sie die Provinzen der Gegner erobern müssen.
Auch Soulstorm ist, wie Dark Crusade, ohne das Hauptspiel Dawn of War spielbar. Man benötigt lediglich einen Produktschlüssel der früheren Versionen, wenn man die alten Völker im Mehrspielermodus spielen möchte.
Diese Erweiterung wurde nicht von Relic Entertainment entwickelt, sondern von Iron Lore Entertainment, welche kurz nach der Fertigstellung der Erweiterung geschlossen wurden, da sie finanziell kein weiteres Projekt stützen konnten. Es ist auch die erste Erweiterung, die als Kopierschutz überprüft, ob die Original-CD eingelegt ist.

### Dawn of War: The Complete Collection
The Complete Collection ist eine Zusammenstellung bestehend aus dem Grundspiel in der „Game of the Year Edition“ mit den drei Erweiterungen Winter Assault, Dark Crusade und Soulstorm. Die Zusammenstellung (auf drei DVDs) erschien am 20. März 2008 und somit fast zeitgleich mit der Erweiterung Soulstorm.

## Fortsetzungen
Die Fortsetzung von Warhammer 40.000: Dawn of War ist das 2009 erschienene Warhammer 40.000: Dawn of War II.
Der dritte Teil des Spiels Warhammer 40.000: Dawn of War III erschien Ende April 2017.